# Цесисский край
Це́сисский край (латыш. Cēsu novads) — административно-территориальная единица в центральной части Латвии, в историко-культурной области Видземе. Край состоит из 21 волости и городов Лигатне и Цесис, который является центром края. Граничит с Валмиерским, Лимбажским, Сигулдским, Огрским, Мадонским, Гулбенским и Смилтенским краями.

## История
Край был образован 1 июля 2009 года из части Цесисского района. Состоял из Вайвской волости и города Цесис, который является его административным центром. Граничил с Аматским, Паргауйским, Приекульским и Вецпиебалгским краями. Площадь края составляла 171,7 км².
В ходе административно-территориальной реформы Латвии 2021 года к краю были присоединены город Лигатне и Лигатненская волость из упразднённого Лигатненского края, 5 волостей из упразднённого Аматского края, 5 волостей из упразднённого Вецпиебалгского края, 4 волости из упразднённого Приекульского края, 3 волости из упразднённого Паргауйского края и 2 волости из упразднённого Яунпиебалгского края. Площадь укрупнённого края составила 2668,13 км².

## Население
На 1 июля 2021 года население края составляло 44 842 человека.
Национальный состав населения края по итогам переписи населения Латвии 2011 года:
| Национальность | Численность, чел. (2011) | %        |
| -------------- | ------------------------ | -------- |
| Латыши         | 15 937                   | 87,35 %  |
| Русские        | 1613                     | 8,84 %   |
| Белорусы       | 194                      | 1,06 %   |
| Украинцы       | 135                      | 0,74 %   |
| Поляки         | 159                      | 0,87 %   |
| Литовцы        | 77                       | 0,42 %   |
| Другие         | 131                      | 0,72 %   |
| всего          | 18 246                   | 100,00 % |

## Территориальное деление
- Аматская волость (латыш. Amatas pagasts)
- Вайвская волость (латыш. Vaives pagasts)
- Веселавская волость (латыш. Veselavas pagasts)
- Вецпиебалгская волость (латыш. Vecpiebalgas pagasts)
- Драбешская волость (латыш. Drabešu pagasts)
- Дзербенская волость (латыш. Dzērbenes pagasts)
- Заубская волость (латыш. Zaubes pagasts)
- Зосенская волость (латыш. Zosēnu pagasts)
- Инешская волость (латыш. Inešu pagasts)
- Кайвская волость (латыш. Kaives pagasts)
- город Лигатне (латыш. Līgatnes pilsēta)
- Лигатненская волость (латыш. Līgatnes pagasts)
- Лиепская волость (латыш. Liepas pagasts)
- Марсненская волость (латыш. Mārsnēnu pagasts)
- Нитаурская волость (латыш. Nītaures pagasts)
- Приекульская волость (латыш. Priekuļu pagasts)
- Райскумская волость (латыш. Raiskuma pagasts)
- Скуйенская волость (латыш. Skujenes pagasts)
- Сталбская волость (латыш. Stalbes pagasts)
- Страупская волость (латыш. Straupes pagasts)
- Тауренская волость (латыш. Taurenes pagasts)
- город Цесис (латыш. Cēsu pilsēta)
- Яунпиебалгская волость (латыш. Jaunpiebalgas pagasts)